# منتدى الكتاب
منتدى الكتاب هو ناشر صغير وورشة عمل وشبكة كتاب أنشأها بوب كوبينج. تعود جذور منتدى الكتاب إلى منظمة الفنون لعام 1954، والمجموعة إتش ومجلة أند التي حررها كوبينج. كان يسمى فرع الكتاب في المجموعة اتش منتدى الكتاب. في عام 1963، بدأ كوبينج وجون روان وجيف نوتال مطبعة «منتدى الكتاب مع بصنة النشر». بين عامي 1963 و 2002 نشر منتدى الكتاب أكثر من ألف كتيب وكتاب تتضمن أعمال جون كيج وألين جينسبيرج وبريون جيسين وبي جيه أورورك، بالإضافة إلى مجموعة كبيرة من شعراء إحياء الشعر البريطاني الحداثيين، مثل إريك موترام. وبيل جريفيث وجيرالدين مونك وماجي أوسوليفان وبولا كلير. وشون بوني. بينما كان النشر جزءًا لا يتجزأ من ورشة عمل كوبينج، فقد أتاح أيضًا للشعراء فرصة قراءة أعمالهم في بيئة داعمة وغير ناقدة.
بعد وفاة كوبينج، قام بإدارة نادي الكتاب كل من لورنس أبتون وأدريان كلارك ولكن في يوليو 2010 استقال الأخير. منذ أوائل يوليو 2010، أُدِيرَ منتدى الكتاب من قبل لورانس أبتون (حتى وفاته في عام 2020) بمساعدة من آخرين، وعُينَ تينا باس مساعد المدير في ديسمبر 2010، يواصل منتدى الكتاب عقد ورش العمل والنشر. توقفت مجلة أند في عام 2010؛ لكن بوكت ليتر بدأ في عام 2011.
أسست ورشة عمل منفصلة بعنوان «منتدى الكتاب (السلسلة الثانية)» في عام 2010، ولم تحظى بدعم منتدى الكتاب الأصلي. على الرغم من وجود اوجه تشابه في الاهداف، آخر إصدار للمنتدى قبل الانقسام كان جي سي فاولر بوجل انتريكير. يتم التعرف على المنظمات ذات الأسماء المماثلة في تشيلي وأستراليا.

## روابط خارجية
- موقع منتدى الكتاب